# Santé publique en Chine
La santé publique chinoise (chinois simplifié : 中国医疗卫生) au sens moderne est une notion récente en République populaire de Chine, où l'accès universel aux soins n'a commencé qu'avec la prise du pouvoir par le Parti communiste chinois, ayant intégré dans une certaine mesure le principe d'égalité dans le domaine d'accès aux soins médicaux.
La Chine est passée d'une espérance de vie moyenne de 35 ans en 1949 à 71 ans en 2001, ce qui la range dans la catégorie des pays de longue vie.

## La place de la médecine en Chine
La médecine traditionnelle chinoise est un complément médical couramment utilisé dans la vie de tous les jours, soit à travers les prescriptions connexes d'hôpitaux modernes, soit à travers les breuvages médicinaux (infusions de diverses plantes) consommés à titre préventif lors d'un début de rhume, d'arthrose... ou bien dans la cuisine, imprégnée de la philosophie taoïste, qui recherche plus qu'une vie dans un autre monde, l'immortalité sur terre et s'attache pour cela à une nourriture équilibrée entre le yin et le yang du taiji.
Comme en Allemagne ou en Suisse, il est généralement demandé dans les pharmacies si le patient préfère prendre un médicament traditionnel (中药, zhōngyào, médicament chinois) ou un médicament de médecine moderne (西药, xīyào médicament occidental). On retrouve dans la pharmacopée moderne des productions locales de molécules utilisées internationalement en médecine moderne.

## Hôpitaux
En Chine tous les médecins exercent à l'hôpital : il n'existe pas de cabinets médicaux ni de médecins ayant un cabinet privé et les Chinois n'ont pas de medecin traitant.

## Gestion de la santé en Chine
L'augmentation de l'espérance de vie en Chine est en premier lieu liée à l'accès à une alimentation suffisante et équilibrée, rendue difficile par les choix de gestion macro-économiques de Mao Zedong, en particulier le Grand Bond en avant.
Cet accès à la nourriture ayant été rendu possible pour la plus grande partie de la population, c'est à partir de Deng Xiaoping et son mouvement de réformes que des médicaments, équipements et techniques en provenance de l'étranger ont permis d'améliorer les infrastructures de soins et la formation des médecins chinois.
Cependant, depuis les années 1990, on observe un mouvement inverse d'augmentation des bénéfices des hôpitaux, souvent destinés à l'achat d'équipements onéreux, et de fréquentation des hôpitaux. Ce problème est corollaire à l'augmentation des disparités sociales en Chine, qui résulte d'une libéralisation incontrôlée des marchés.
Le manque de formation des cadres de gestion dans le domaine de la santé publique est une des raisons invoquées pour expliquer ce mouvement.

## Sida
Une part importante de la diffusion actuelle du virus de l'immunodéficience humaine (VIH) a pour origine l'usage de drogue par voie intraveineuse et la prostitution. En 2002, le nombre de personnes infectées par le VIH a été estimé entre 430 000 et 1,5 million, voire beaucoup plus,. Dans de nombreux secteurs ruraux de Chine, dans les années 1990, notamment dans la province du Henan, des dizaines, voire des centaines de milliers d'agriculteurs et de paysans ont été infectés par le VIH lors de leur participation à des programmes étatiques de collecte de sang dans lesquels l'équipement contaminé était ré-employé,.